# Silvio Schaufelberger
Silvio Schaufelberger (21 marzo 1977) è un bobbista svizzero.

## Biografia
Viene ricordato come vincitore di una medaglia d'argento nella sua disciplina, ottenuta ai campionati mondiali del 1999 (edizione tenutasi a Cortina d'Ampezzo, Italia) insieme ai connazionali Marcel Röhner, Markus Nüssli e Beat Hefti.
Nell'edizione l'oro andò alla nazionale francese, il bronzo alla canadese.